# Лук Макфарлан
Томас Лук Макфарлан (енгл. Thomas Luke Macfarlane; Лондон, 19. јануар 1980) канадски је глумац.

## Детињство и образовање
Рођен је у Лондону. Син је Пени и Томаса Макфарлана. Има сестру близнакињу Рут и старију сестру Ребеку. Студирао је драму на Џулијарду у Њујорку.

## Приватни живот
Године 2008. изашао је из ормара као геј током интервјуа за The Globe and Mail. Америчко држављанство добио је 12. јуна 2018. године.

## Филмографија

### Филм
| Улоге Лука Макфарлана |                |               |             |          |
| Година                | Српски назив   | Изворни назив | Улога       | Напомена |
| 2004.                 | Кинси          |               | Брус Кинси  |          |
| 2021.                 | Божићна пратња |               | Џејмс       |          |
| 2022.                 | Буразери       |               | Арон Шепард |          |

### Телевизија
| Улоге Лука Макфарлана |                |               |                |              |
| Година                | Српски назив   | Изворни назив | Улога          | Напомена     |
| 2006—2011.            | Браћа и сестре |               | Скоти Вандел   | главна улога |
| 2013.                 | Стална мета    |               | Алан Фахи      | 1 епизода    |
| 2015.                 | Супергерл      |               | агент Донован  | 2 епизоде    |
| 2015—2019.            | Килџојс        |               | Д’авин Џакобис | главна улога |
| 2016—2017.            | Улица милости  |               | Чаплен Хопкинс | главна улога |